# SimCity BuildIt
SimCity BuildIt je mobilní hra ze série SimCity. Byla vydána společností Electronic Arts. Tato hra je dostupná na iOS, Androidu a Amazonu.

## Vznik a vývoj
Hra byla vyvinuta společností TrackTwenty. Byla vydána společností Electronic Arts 22. října 2014.

## Hratelnost
Tato hra umožňuje uživatelům řešit situace v reálném životě, jako je požár, kanalizace, znečištění a doprava, a pomáhá při řešení problémů, kterým veřejnost čelí. Hráči se mohou připojit a soutěžit s ostatními uživateli o více připojených her.

### Grafika a hudba
Hra využívá grafiku a hudbu podobnou ze hry SimCity 5.

### Vlastnosti
Hra je freemium. Obsahuje reklamy a bonusy k zakoupení. Je to zmenšená verze hry SimCity 5.
V SimCity není funkce územního plánování – místo toho se musí budovy přesunout ručně.

## Hra

### Sezóny
Existují speciální budovy založené na sezonních turnajích; a na základě svátků, jako jsou Vánoce , Nový rok , Valentýn , Velikonoce , Halloween a Den díkůvzdání, lze umístit tyto budovy do města. Každá sezóna se odehrává každé tři měsíce, přičemž každé období po určitou dobu poskytuje kategorie typů budov, jako jsou budovy filmových studií, budovy zábavních parků, budovy divokého západu, budovy zvláštních památek, budovy extra univerzit, přehlídkové budovy a budovy založené na skutečných propagačních akcí, jako je propagace bramborových lupínků Lays Max. Jakmile hráči využijí veškerý dostupný městský prostor, mohou tyto budovy ukládat nebo vyměňovat. Hra má pět dalších regionů, na které se hráči mohou přepnout a rozvíjet. To rozšiřuje možnosti hraní tak, aby poskytovalo rozmanité nové pozemky, budovy a materiály, a umožňuje hráčům používat také sezónní budovy.

### Silnice
Hráči mohou stavět pouze dvouproudové silnice pomocí nástroje pro vytváření. Hráči nemohou ručně stavět silnice s vyšší kapacitou; místo toho je musí upgradovat. Při startu jsou zpočátku k dispozici pouze dvě, čtyři a šest pruhy; v aktualizaci Disasters byly představeny další tři typy silnic (ulice, bulváry a tramvaje).

### Aktualizace Disasters
Aktualizace Disasters umožňuje hráčům zahájit katastrofy (srážky meteorů, zemětřesení atd.) Ve svém vlastním městě. Každá katastrofa má tři úrovně, které mohou hráči odemknout. Hráči odemknou tyto úrovně spuštěním katastrof. Hráči mohou takto získávat zlaté klíče.

### Továrny
Továrny vyrábějí kov (1m), dřevo (3m), plast (9m), semena (20m), minerály (30m), chemikálie (2h), textil (3h), cukr a koření (4h), sklo (5h), zvíře posuv (6h), elektrické komponenty (7h).
Lze je také vylepšit – musí se ale zničit stará budova a postavit vylepšená.

### Komerční budovy
Stavební potřeby Store produkují hřebíky, prkna, cihly, cement, lepidlo a barvy. Železářství vyrábí kladivo, měřicí pásku, lopatu, kuchyňské náčiní, žebřík a vrtačku. Farmářský trh produkuje zeleninu, sáčky na mouku, ovoce a bobule, smetanu, kukuřici, sýr a hovězí maso. Obchod s nábytkem vyrábí židle, stoly, bytový textil, skříň a gauč. Zahradnické potřeby produkují trávu, stromky, zahradní nábytek, ohniště, sekačku na trávu a zahradní trpaslíky. Kobliha Shop vyrábí koblihy, zelený koktejl, rohlík, třešňový tvarohový koláč, zmrazený jogurt a kávu. Módní obchod vyrábí čepici, boty, hodinky, obchodní obleky a batoh. Restaurace Fast Food vyrábí zmrzlinu, pizzu, hamburgery, hranolky, láhev limonády a popcorn. Domácí spotřebiče vyrábějí BBQ gril, lednici, osvětlovací systém, televizi a mikrovlnnou troubu.

## Kritika
| Agregátor  | Skóre  |
| ---------- | ------ |
| Metacritic | 58/100 |

| Udělil       | Skóre |
| ------------ | ----- |
| IGN          | 3,5/5 |
| Pocket Gamer | 2,5/5 |
| TouchArcade  | [ 4 ] |

Od října 2017 tato aplikace zaznamenala více než 50 milionů stažení v obchodě Google Play a řadí se na čtvrté místo v počtu stažení simulačních her na Androidu.
V roce 2018 byl podle EA Mobile , SimCity BuidlIt zaznamenán jako nejhranější simulační SimCity hra. Zůstala v top 10 amerických simulátorů a strategických her na platformách IOS, v top 100 pro americké hry celkově a v top 150 globálních.